# 巴比涅原理
巴比涅原理，也译作巴俾涅原理，指在点光源照射下，一个不透光物体产生的繞射图样和一个带有与该物体形状、大小完全相同的孔的繞射屏产生的繞射图样完全相同。
巴比涅原理大多用在光学，但它对其它形式的电磁辐射也是正确的。事实上，它是所有波繞射的一般原理，都是正确的。巴比涅原理的最常用地方是它能觉察尺寸和形状的等价。